# Evan Botha
Pour les articles homonymes, voir Botha.
Pas d'image ? Cliquez ici

a Compétitions nationales et continentales officielles uniquement.

Dernière mise à jour le 12 décembre 2018.
 Evan Botha, né le 21 avril 1983, à Johannesbourg en Afrique du Sud, est un joueur de rugby à XV sud-africain évoluant au poste de deuxième ligne mais aussi de troisième ligne aile (1,97 m, 112 kg). 

## Biographie
Evan Botha s’est fait connaître en raison d’un contrôle positif aux stéroïdes anabolisants en janvier 2008, à la suite du match de Pro D2 Aurillac-Toulon, pour lequel il fut suspendu dans un premier temps pour deux ans. Le deuxième ligne sud-africain a finalement vu sa suspension ramenée à 6 mois après avoir expliqué qu’il s’était servi d’un produit contre la calvitie contenant une substance également utilisée pour masquer les stéroïdes. La commission antidopage ayant pris en compte sa bonne foi, il a pu rejouer à compter du 31 octobre 2008. Il évolue à la Section Paloise entre 2009 et 2012 mais joue très peu du fait de nombreuses blessures.

## Carrière
- 1999 : Golden Lions ( Afrique du Sud) (Craven Week)
- 2001  : Golden Lions – 19 ans ( Afrique du Sud)
- 2005 : Golden Lions ( Afrique du Sud) (Currie Cup)
- 2005-2007 : Wildeklawer Griquas ( Afrique du Sud) (Currie Cup)

Currie Cup : 10 matches, 2 essais.
- 2007-2009 : Stade aurillacois ( France)
- 2009-2012 : Section Paloise ( France)